# Sekcja Ogólna Ministerstwa Spraw Wojskowych
Sekcja Ogólna Ministerstwa Spraw Wojskowych – jednostka organizacyjna w strukturze Ministerstwa Spraw Wojskowych II Rzeczypospolitej.
Sekcja ta zajmowała się sprawami organizacyjnymi wojska i nie podlegała żadnemu z departamentów.

## Struktura i obsada personalna w 1919
- Szef - kpt. Lucjan Ruszczewski
- Kancelaria
- Wydział Personalny - por. Stanisław Bałanda
- Wydział Gospodarczo-Skarbowy - ppor. Henryk Hochstim
- Registratura - ppor. Stanisław Lewicki
- Komendantura Zamku - Mieczysław Rostafiński
- Redakcja "Dziennika Rozkazów Wojskowych"
- Archiwum
- Drukarnia i Zakłady Graficzne
- Kasyno
- Ambulatorium